# 서산 개심사 대웅전
서산 개심사 대웅전(瑞山 開心寺 大雄殿)은 대한민국 충청남도 서산시 개심사에 있는 조선시대의 건축물이다. 1963년 1월 21일 대한민국의 보물 제143호로 지정되었다.
개심사는 가야산(667.6m) 줄기의 상왕산(307.2m) 기슭에 자리잡은 사찰로 창건연대에 대한 확실한 기록은 없다. 다만 개심사에 전해지는 사적기에 의하면 백제 의자왕 14년(654)에 혜감국사가 창건하였고, 고려 충정왕 2년(1350)에 처능대사가 중건한 것으로 전해지고 있다.
조선 성종 6년 (1475) 충청남도 절도사가 사냥을 왔다가 산불을 내 개심사가 불탔다. 현재의 대웅전은 성종 6년에 화재로 소실된 것을 9년이 지난 성종15년(1484)에 중창되었는데, 1914년에 대웅전 해체 보수 시 묵서명이 발견되었다. 기록은 없지만 심검당도 이때 중창된 것으로 추정한다.
명부전은 조선 고종 26년(1889)에 죽포 김설제(竹圃갏設濟)가 작성한 개심사 중창 수리기의 내용에 '순치삼년명부전신설'이란 기록이 전하는 것으로 보아 조선 인조 24년(1646)에 신축된 건물임을 알 수 있다.

## 사진

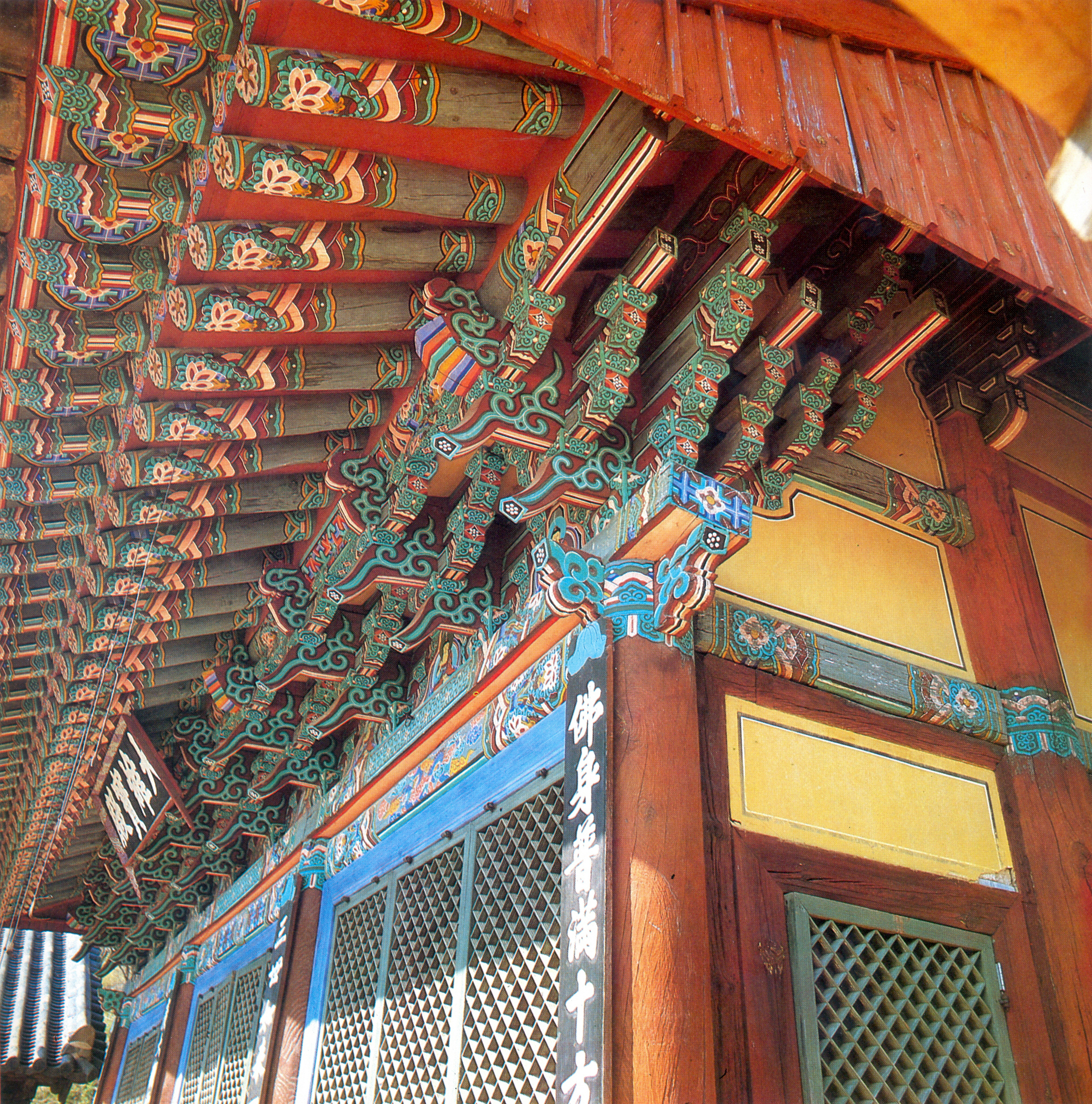
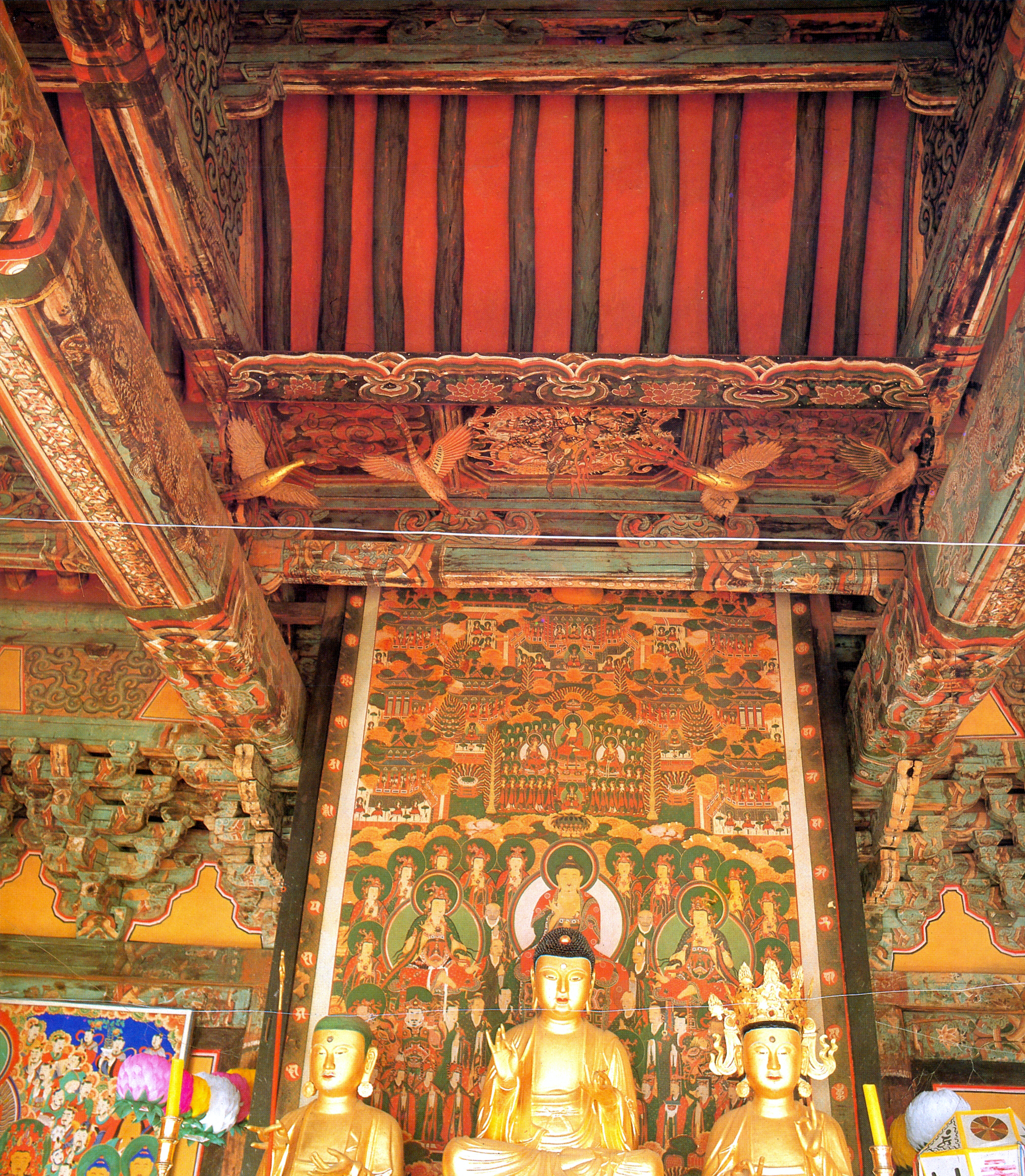
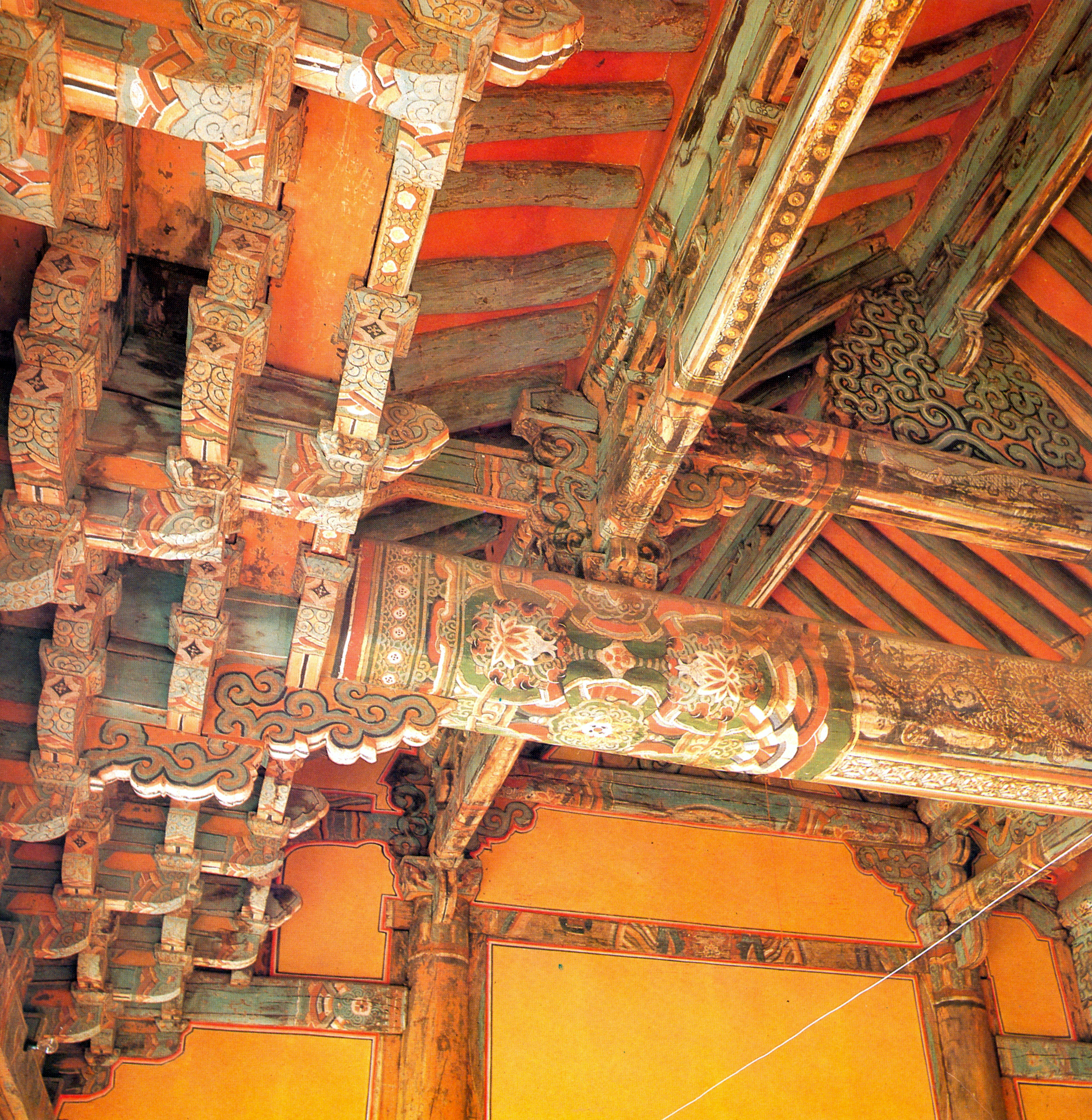

## 같이 보기
- 개심사

## 참고 자료
- 서산 개심사 대웅전 - 국가유산청 국가유산포털